# شمال خدیری‌پور
شَمال خدیری‌پور (۱۳ آبان ۱۳۶۹ – ۳ آذر ۱۴۰۱)، جوان ۳۲ ساله کرد اهل مهاباد بود که در جریان خیزش ۱۴۰۱ ایران در مهاباد، مجروح شد و چند روز بعد در بیمارستانی در ارومیه جان‌باخت. او در صفحه اینستاگرامش بارها عکس‌ها و فیلم‌هایی از خود با لباس کردی یا پست‌هایی در مورد کردستان و کرد به اشتراک گذاشته بود.

## کشته شدن
شمال خدیری‌پور جوان ۳۲ ساله در جریان اعتراضات مهاباد مجروح و به بیمارستان خمینی ارومیه انتقال پیدا می‌کند؛ او پنجشنبه، ۳ آذرماه پس از چند روز بستری در بیمارستان جان باخت.

## خاک‌سپاری
جمعه ۴ آذر، پس از بازگشت پیکر شمال خدیری‌پور از بیمارستانی در ارومیه به مهاباد، با حضور گسترده مردم و جو امنیتی، شبانه دفن شد.

## مراسم یادبود چهلم
در مهاباد در ۱۲ دی مردم در مراسم یادبود چهلم شمال خدیری‌پور شرکت کردند و علیه حکومت شعار دادند.